# Brian Walton
Brian Walton, född den 18 december 1965 i Ottawa, Kanada, är en kanadensisk tävlingscyklist som tog OS-silver i poängloppet vid olympiska sommarspelen 1996 i Atlanta.